# Bình hương

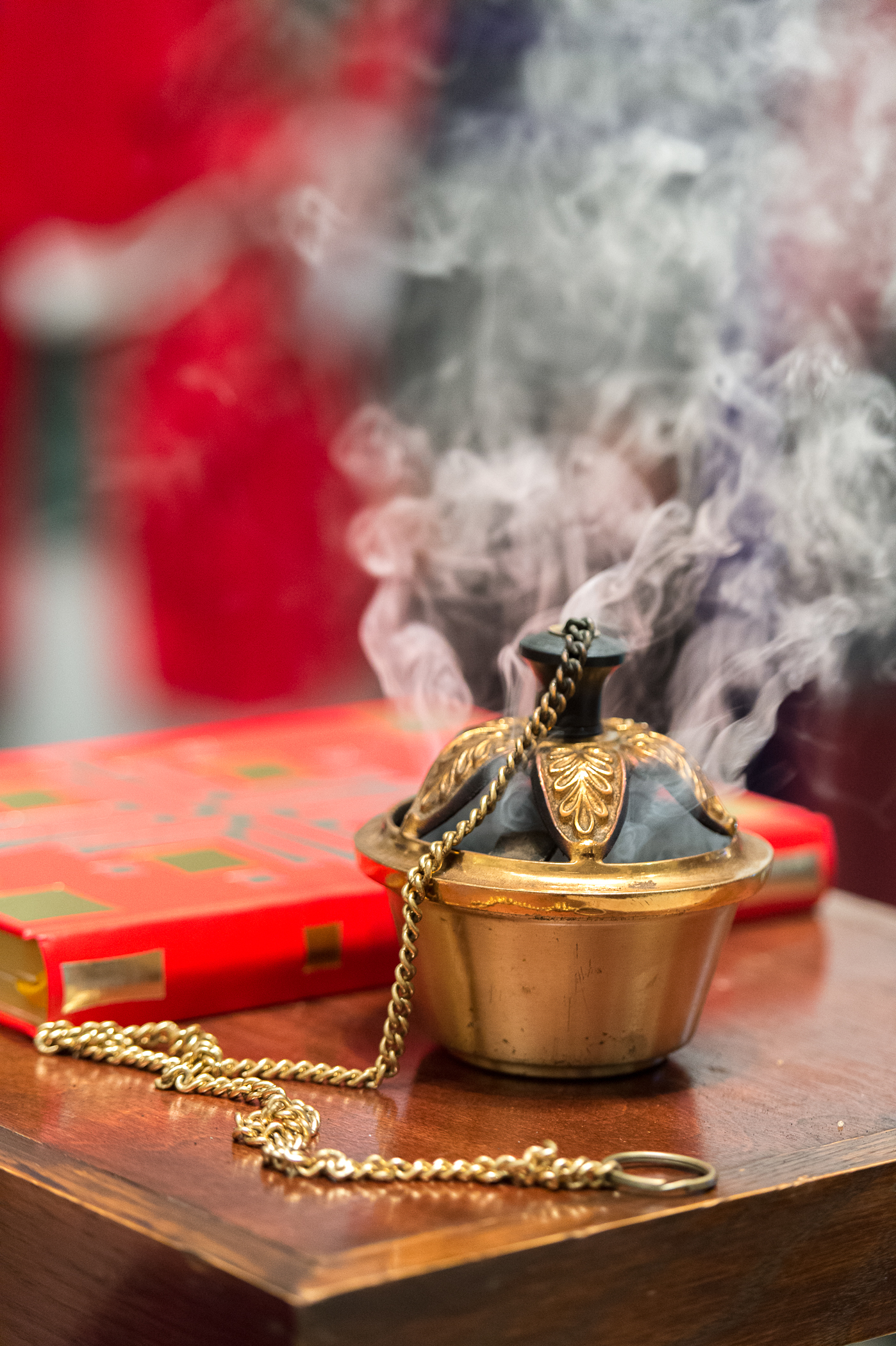
Bình xông hương

Bình hương hay bình xông hương (tiếng Anh: thurible bắt nguồn từ tiếng Pháp cổ trong tiếng Latin thời Trung cổ là turibulum) là một chiếc lư hương bằng kim loại được treo bằng dây xích, trong đó hương được đốt rồi xông trong các buổi lễ thờ cúng. Bình xông hương được sử dụng trong các nhà thờ Cơ Đốc giáo bao gồm Công giáo La Mã, Chính thống giáo Đông phương, Nhà thờ Assyria Phương Đông và Chính thống giáo Phương Đông, cũng như trong một số nhà thờ giáo hôi Kháng Cách (Lutheran), Công giáo Cổ xưa, Giám lý Thống nhất, phái Cải cách, phái Giáo hội Trưởng lão Hoa Kỳ và Anh giáo (với việc sử dụng nó gần như phổ biến giữa các nhà thờ Anh giáo thuộc Công giáo Anglo).
Trong các nhà thờ Công giáo La Mã, Lutheran và Anh giáo, người giúp lễ sẽ mang bình hương để xông. Sách lễ Rôma, được sửa đổi năm 1969, cho phép xông hương trong bất kỳ Thánh lễ nào gồm tại lễ rước vào cửa, đầu thánh lễ xông hương thánh giá và bàn thờ; tại cuộc rước và công bố Phúc âm, sau khi đặt bánh thánh và chén Thánh trên bàn thờ, xông hương dâng lễ, thánh giá và bàn thờ, tư tế và dân chúng khi nâng bánh thánh và chén thánh sau khi truyền phép. Linh mục có thể xông hương các lễ vật trong Thánh lễ bằng cách dùng bình hương vung tay làm hình thánh giá trên chúng thay vì vung bình xông hương ba lần.
Việc thực hành xông hương bắt nguồn từ các truyền thống Do Thái giáo trước đó vào thời của Đền thờ Do Thái thứ hai. Ngoài việc sử dụng trong giáo hội, bình xông hương còn được sử dụng trong nhiều truyền thống tâm linh hoặc nghi lễ khác, bao gồm một số Nhà thờ Ngộ đạo, Hội Tam điểm (đặc biệt là trong việc thánh hiến các nhà trú mới) và trong Hội Tam điểm. Bình xông hương đôi khi được sử dụng trong việc thực hành nghi lễ ma thuật. Quy tắc tự đánh giá năm 1960, được đưa vào Sách lễ Rôma 1962, dự kiến việc sử dụng hương tại Thánh lễ trọng thể và Missa cantata. Một chiếc bình hương khổng lồ nổi tiếng có tên là Botafumeiro ở Nhà thờ lớn Santiago de Compostela ở Tây Ban Nha
Nguyên lý hoạt động của một chiếc bình xông hương khá đơn giản. Mỗi chiếc bình hương bao gồm một phần lư hương, các chuỗi (thường là ba hoặc bốn, mặc dù cũng có những chiếc lư hương một chuỗi), một vòng kim loại xung quanh các chuỗi (được sử dụng để khóa nắp của phần lư hương tại chỗ) và thông thường (mặc dù không phải lúc nào) một chén kim loại có thể tháo rời trong đó bỏ than đang cháy. Nhiều bình hương còn có giá đỡ để có thể treo bình hương một cách an toàn khi còn bình đang nóng phừng phừng nhưng không sử dụng. Than đang cháy được đặt bên trong bình hương bằng kim loại, trực tiếp vào phần bát hoặc vào nồi đốt có thể tháo rời và hương (trong đó có nhiều loại khác nhau) được đặt trên than, nơi nó tan ra để tạo ra khói có mùi thơm (khói thơm). Điều này có thể được thực hiện nhiều lần trong suốt buổi lễ vì hương cháy khá nhanh. Sau khi hương đã được đặt trên than, ống đựng hương sẽ được đậy nắm lại.

## Hình ảnh

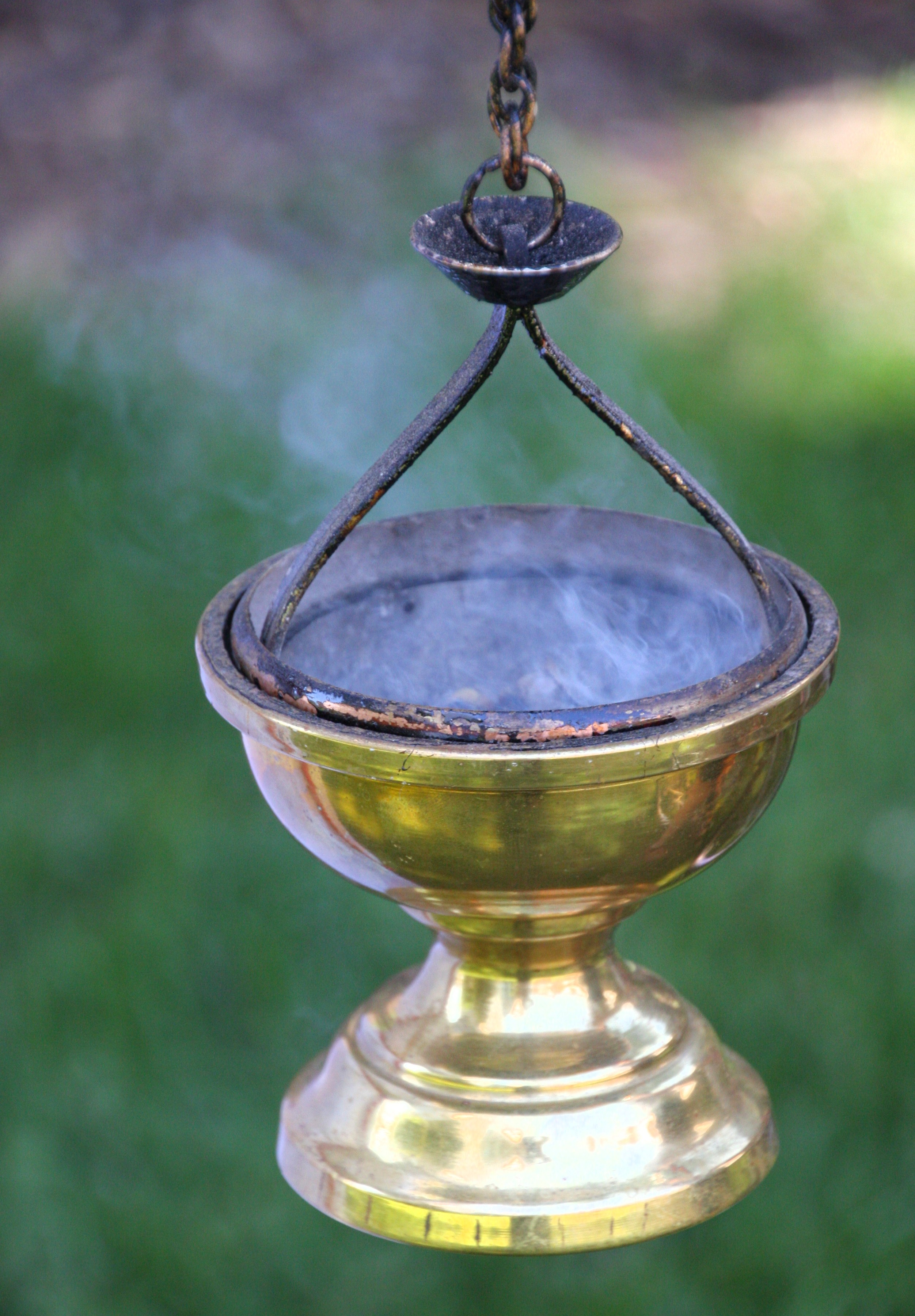
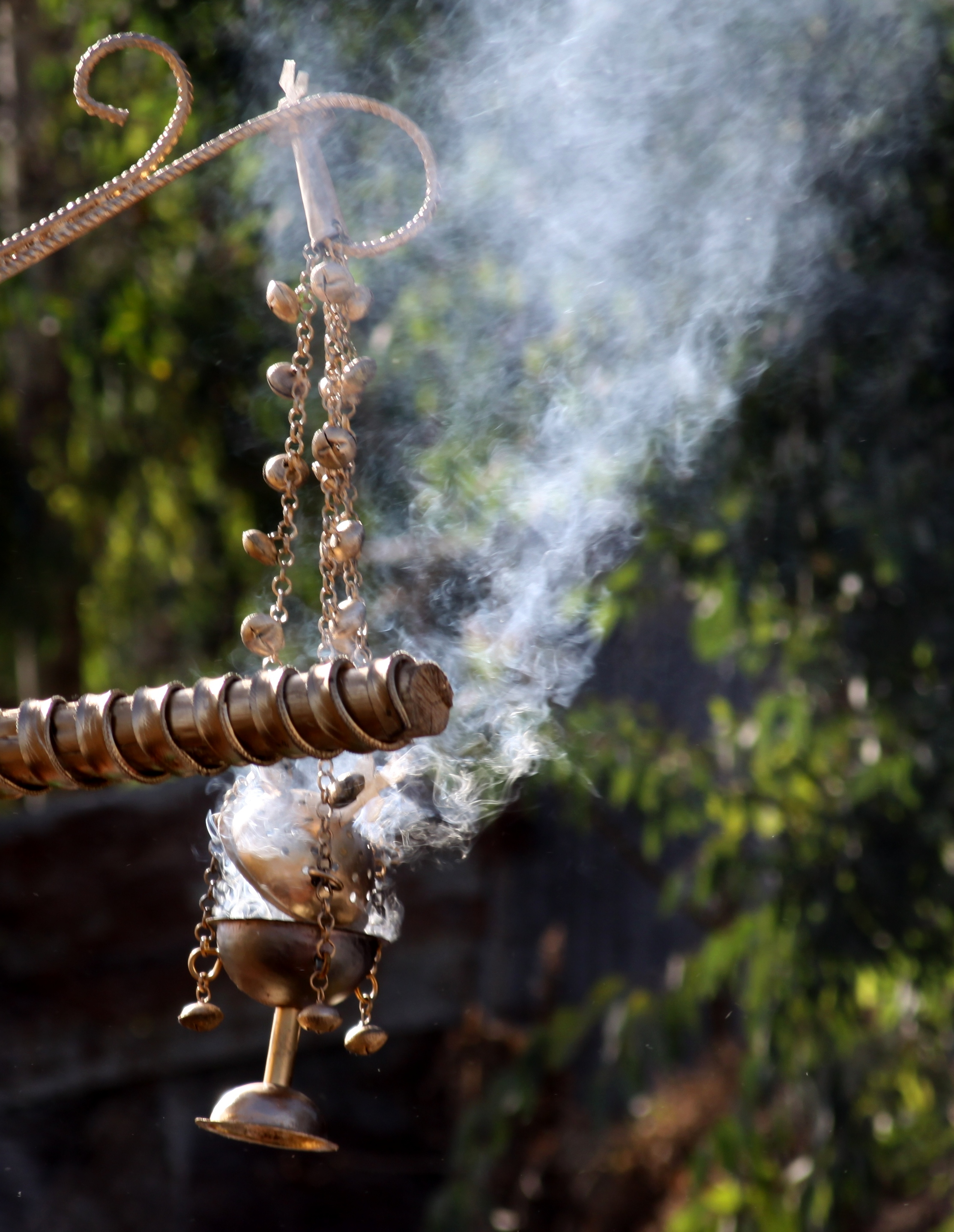
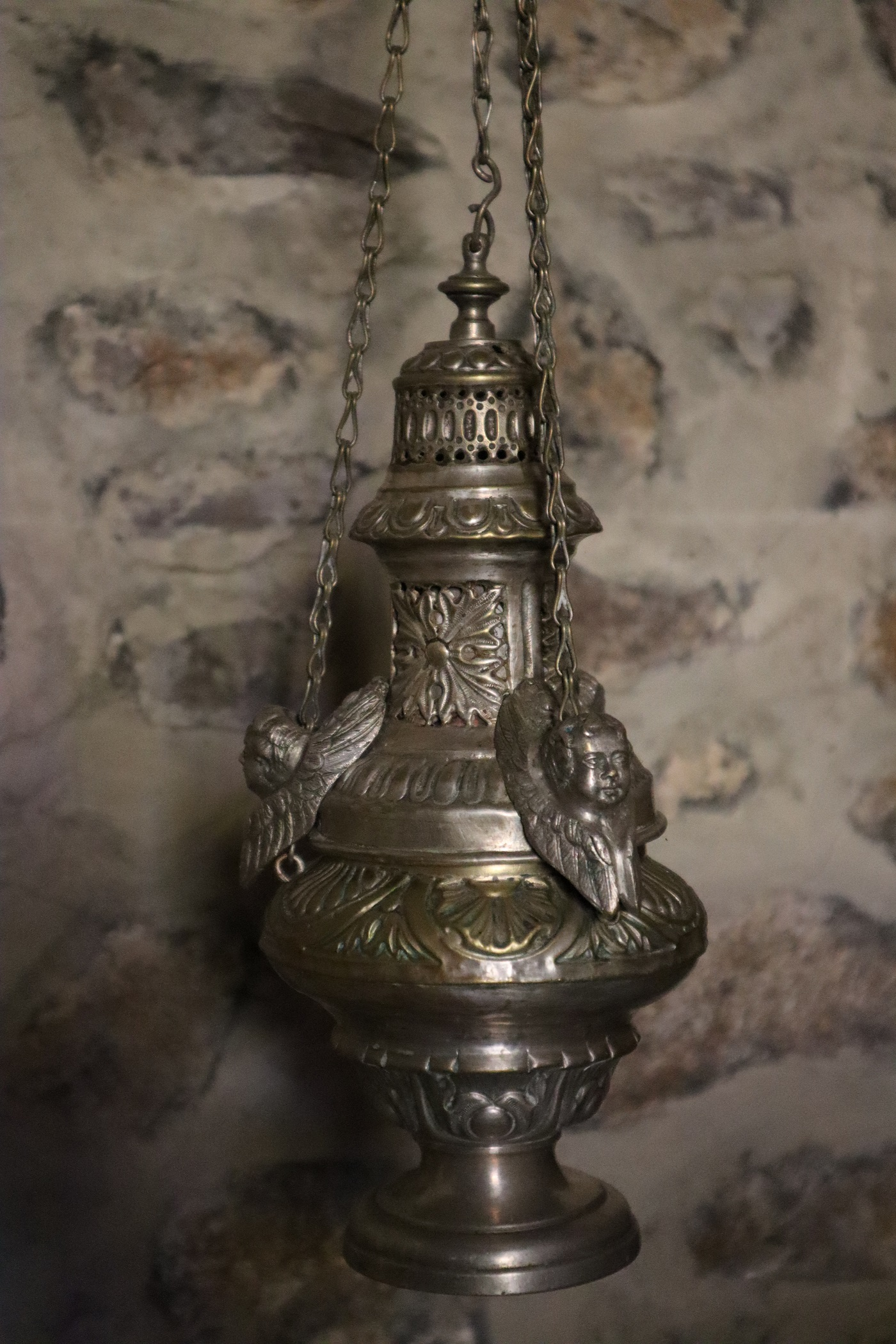
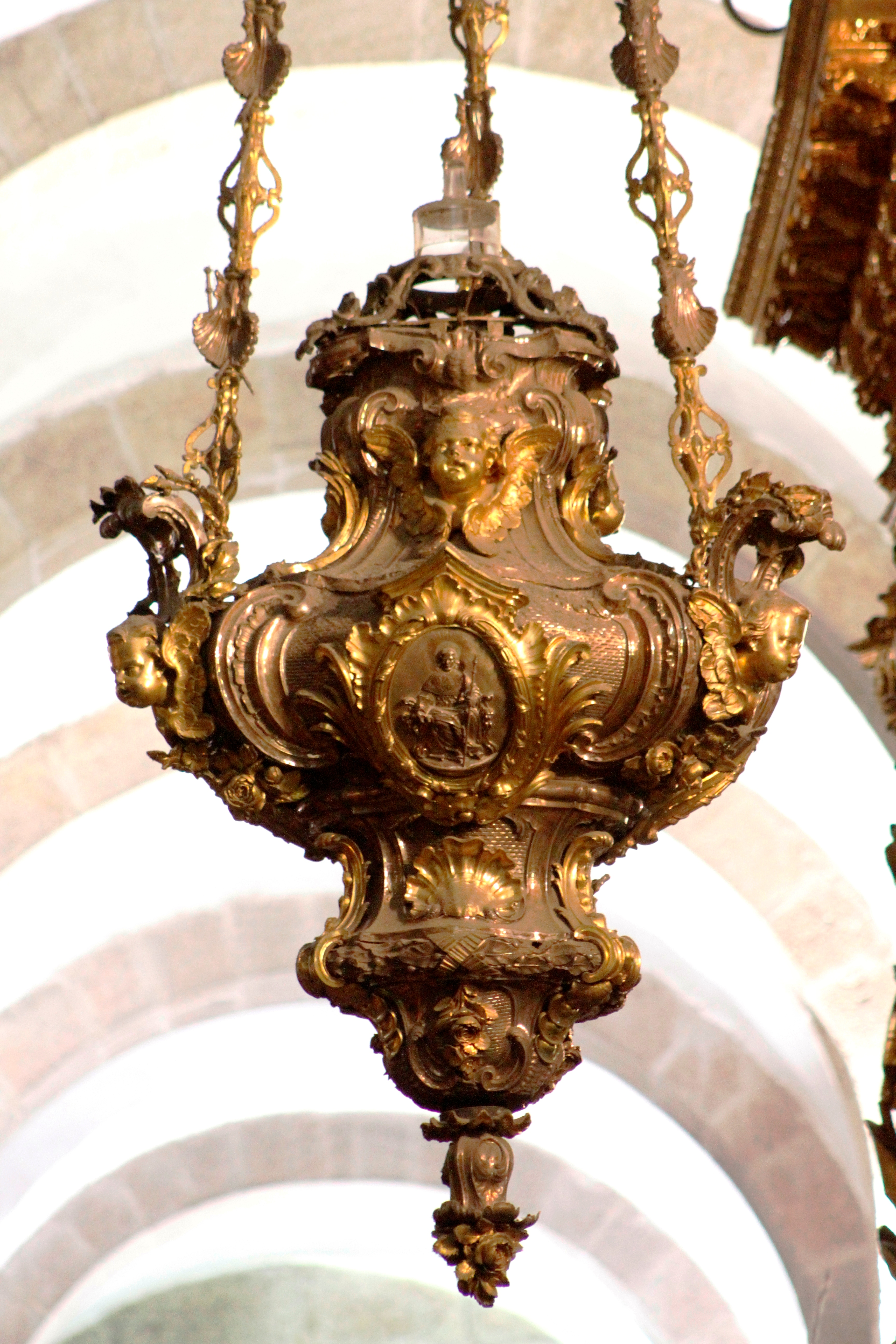
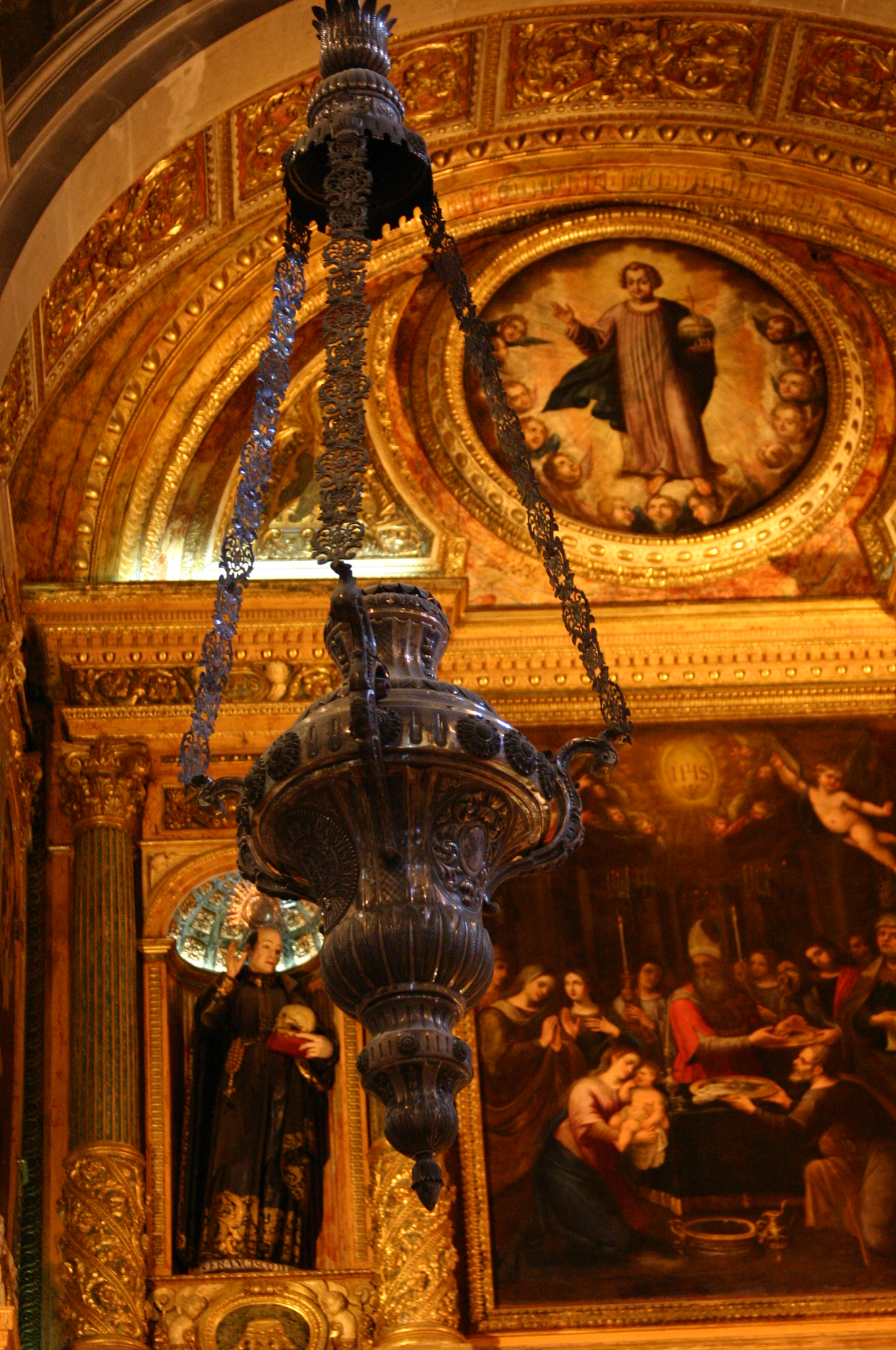
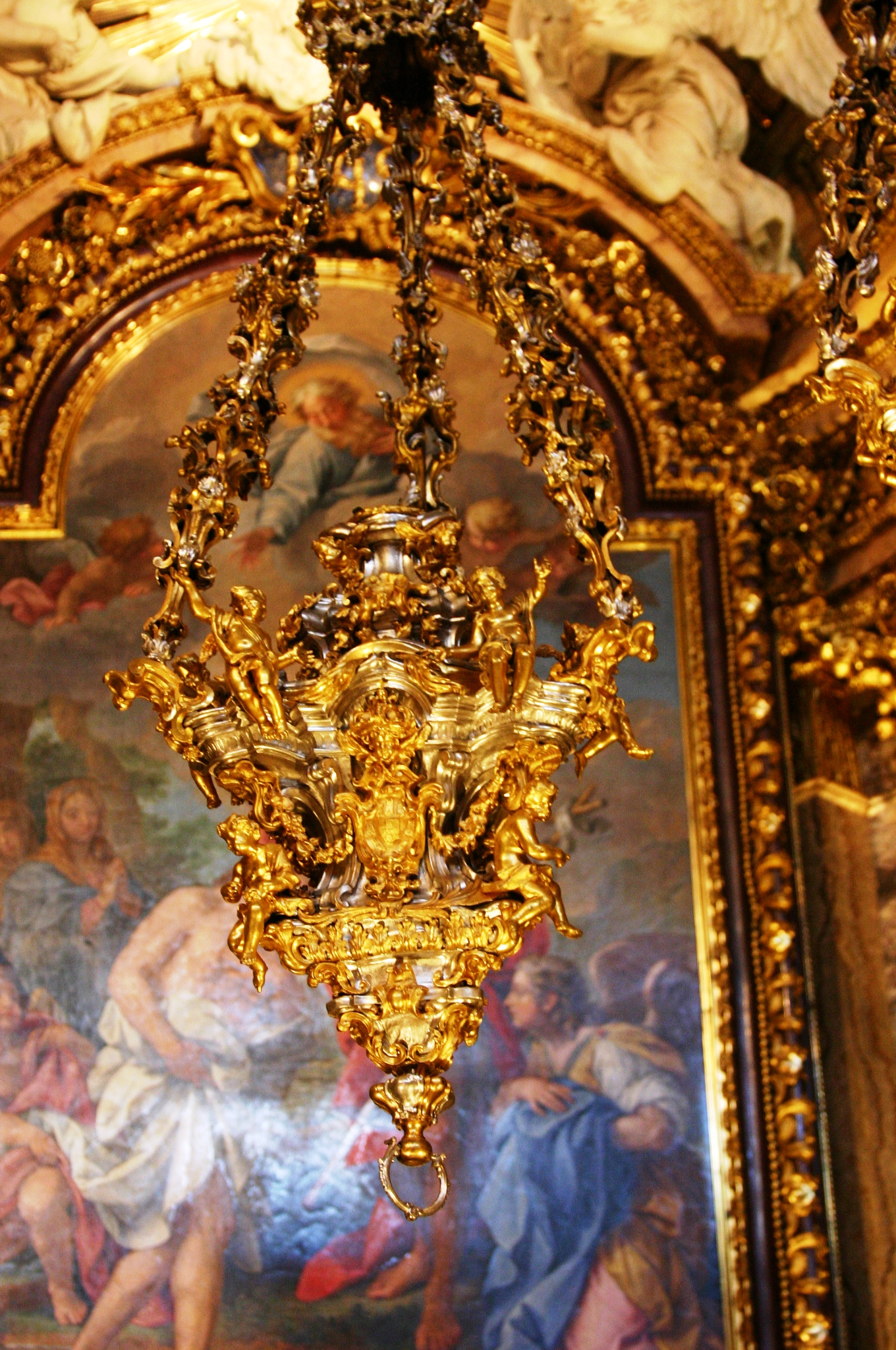
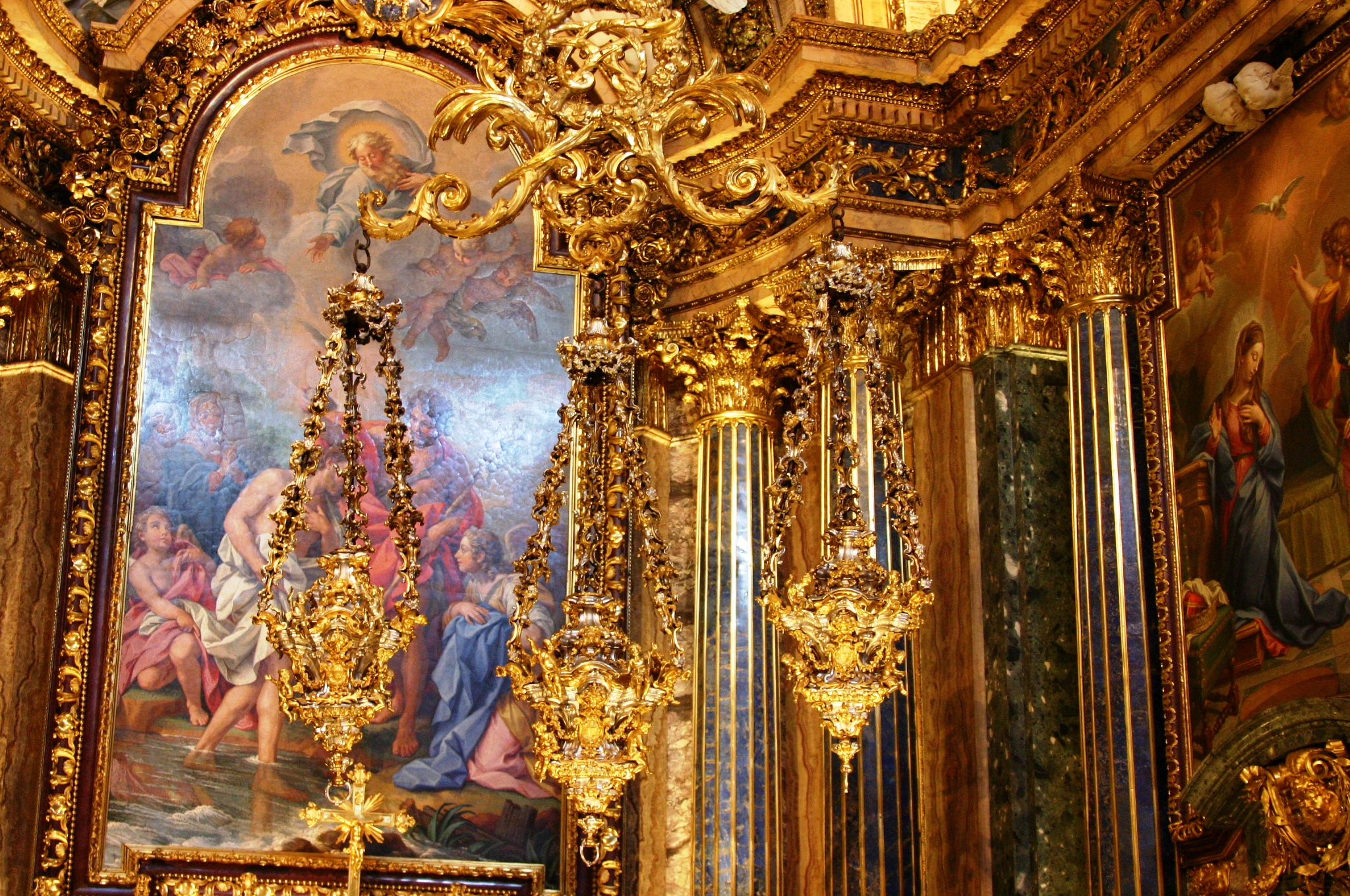
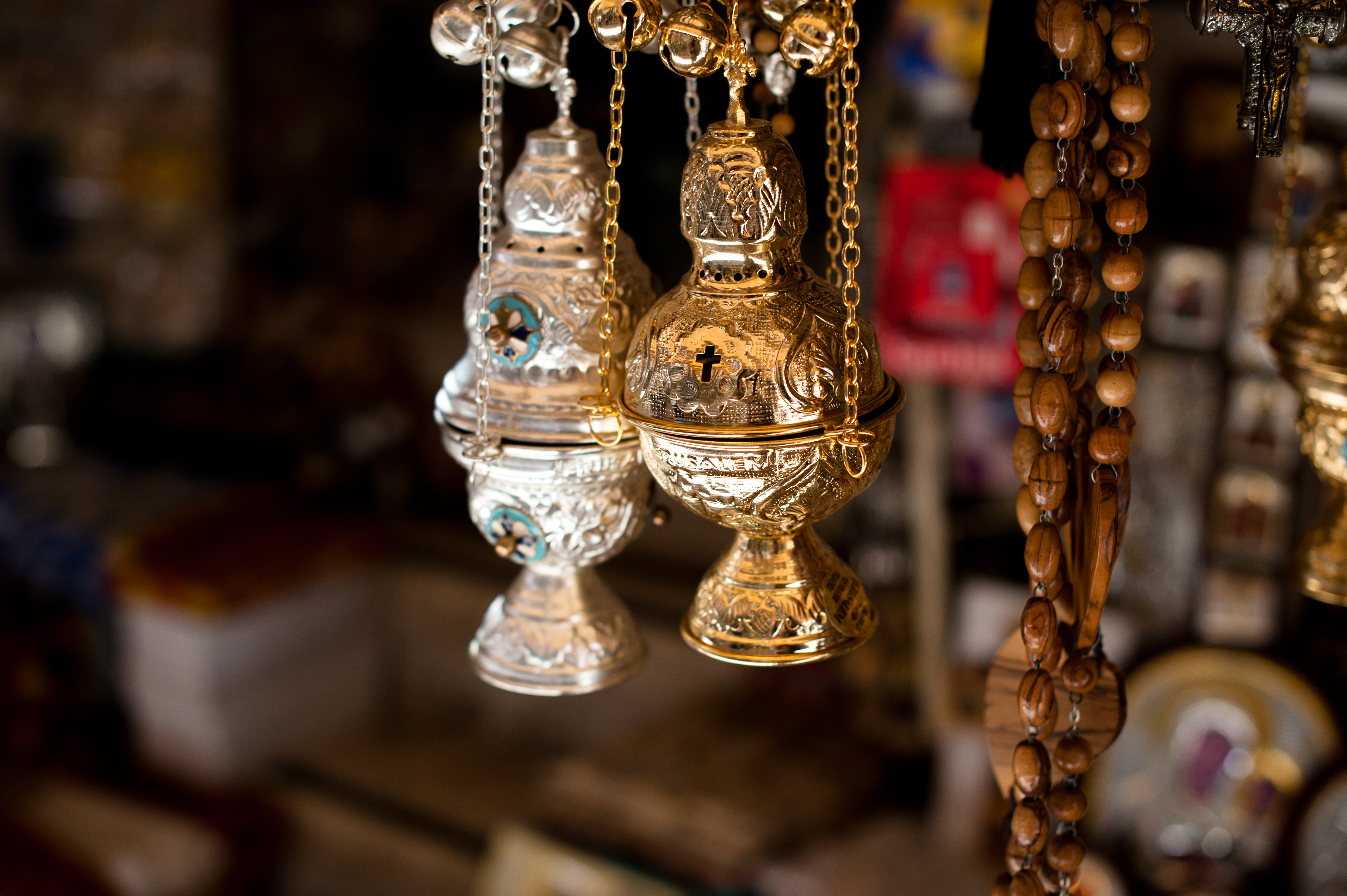
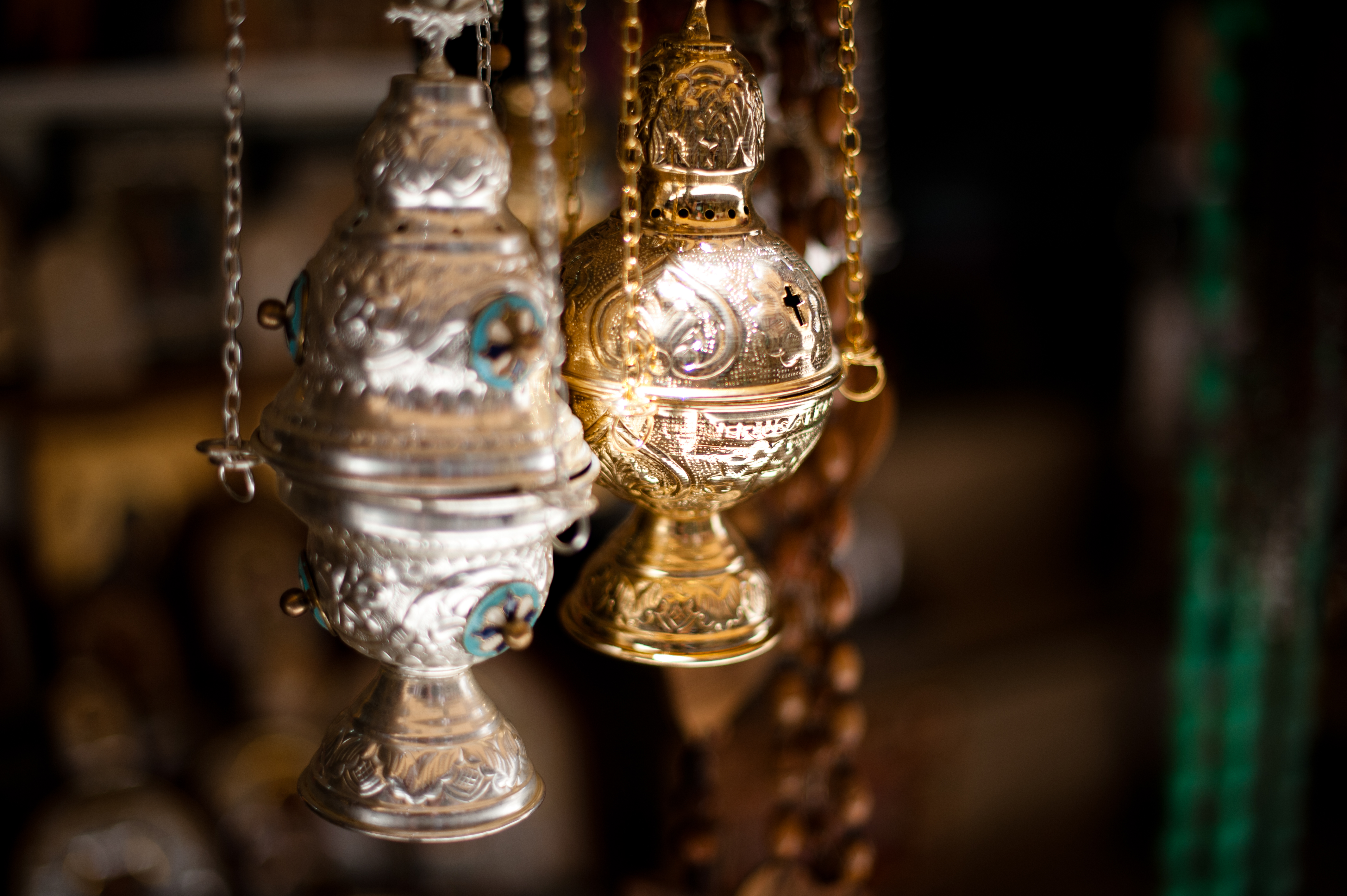
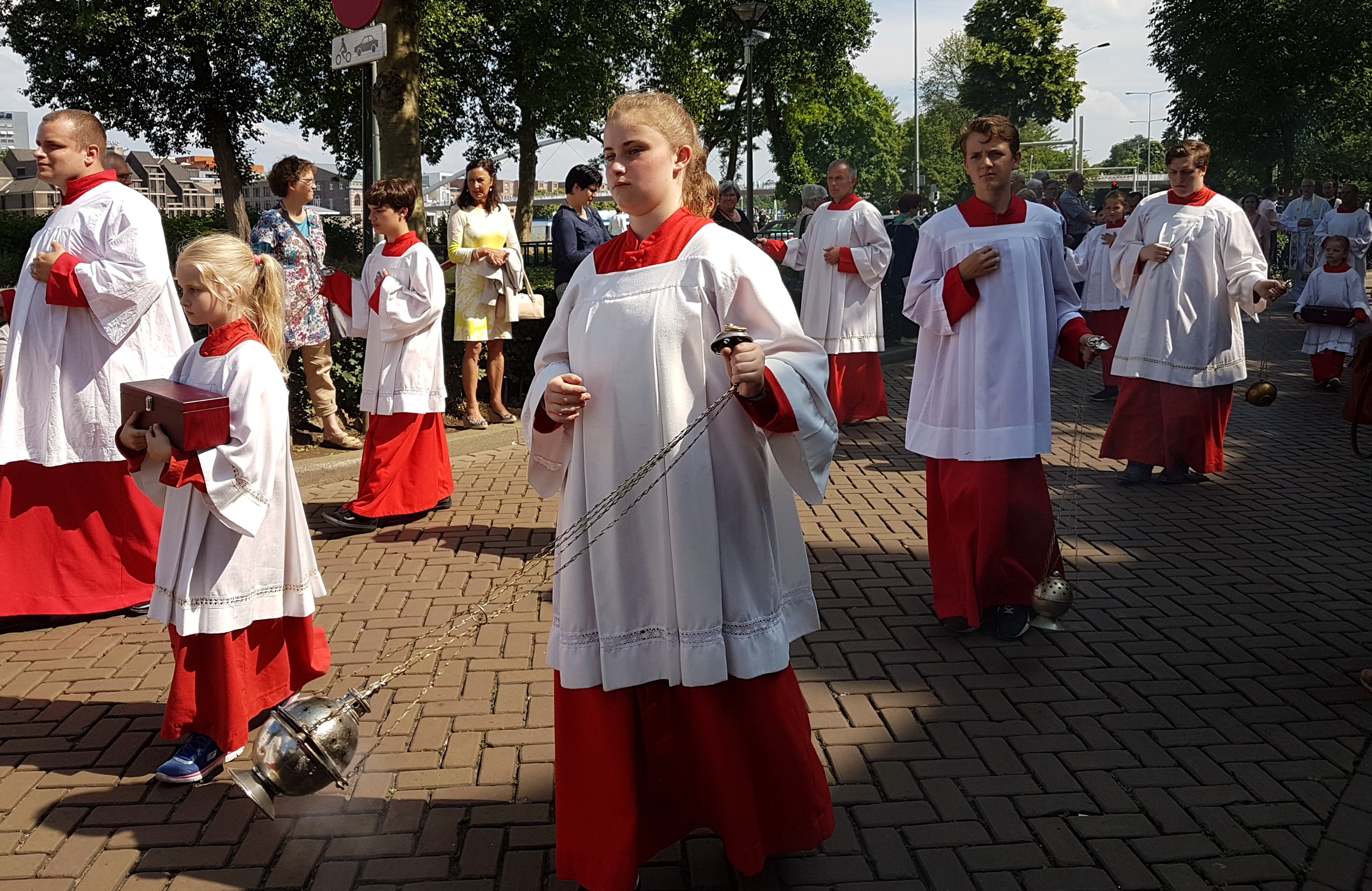
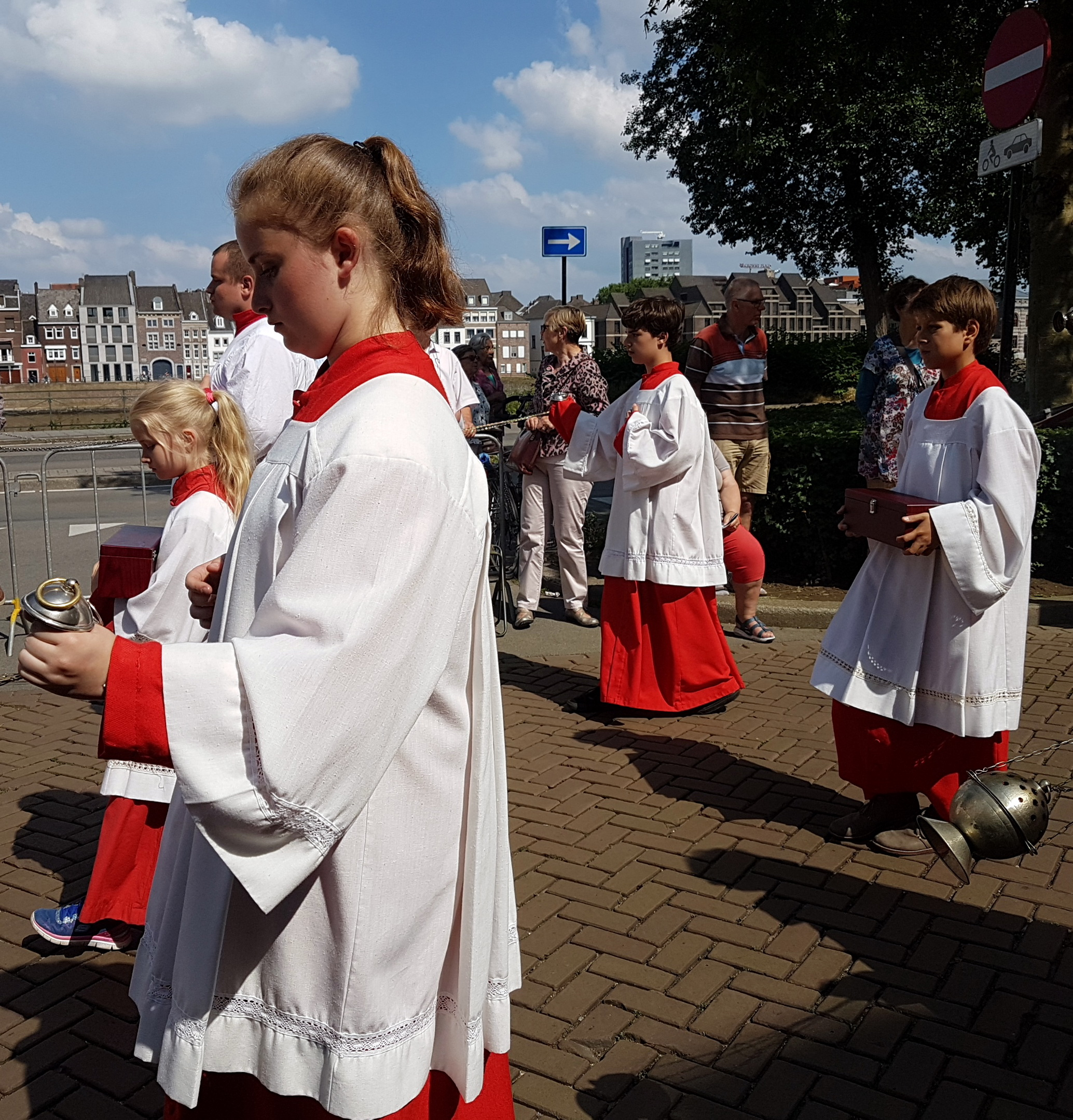